# Yanomamö jezik
Yanomamö jezik (ISO 639-3: guu), jedan od četiri jezika porodice širiana ili yanomami, kojim govori oko 17 640 Indijanaca, od čega većina od 15 700 u Venezueli (2000) i manjim dijelom od 1 940 u Brazilu. 'Ethnologue' za njega navodi alternativne nazive cobari kobali, cobariwa, guaharibo, guaica, guajaribo, shamatari, yanomame i yanomami, 
Postoje dva dijalekta koja se nazivaju istočni i zapadni.

## Vanjske poveznice
- Yanomamö (14th)
- Yanomamö (15th)